# 江迎バスセンター

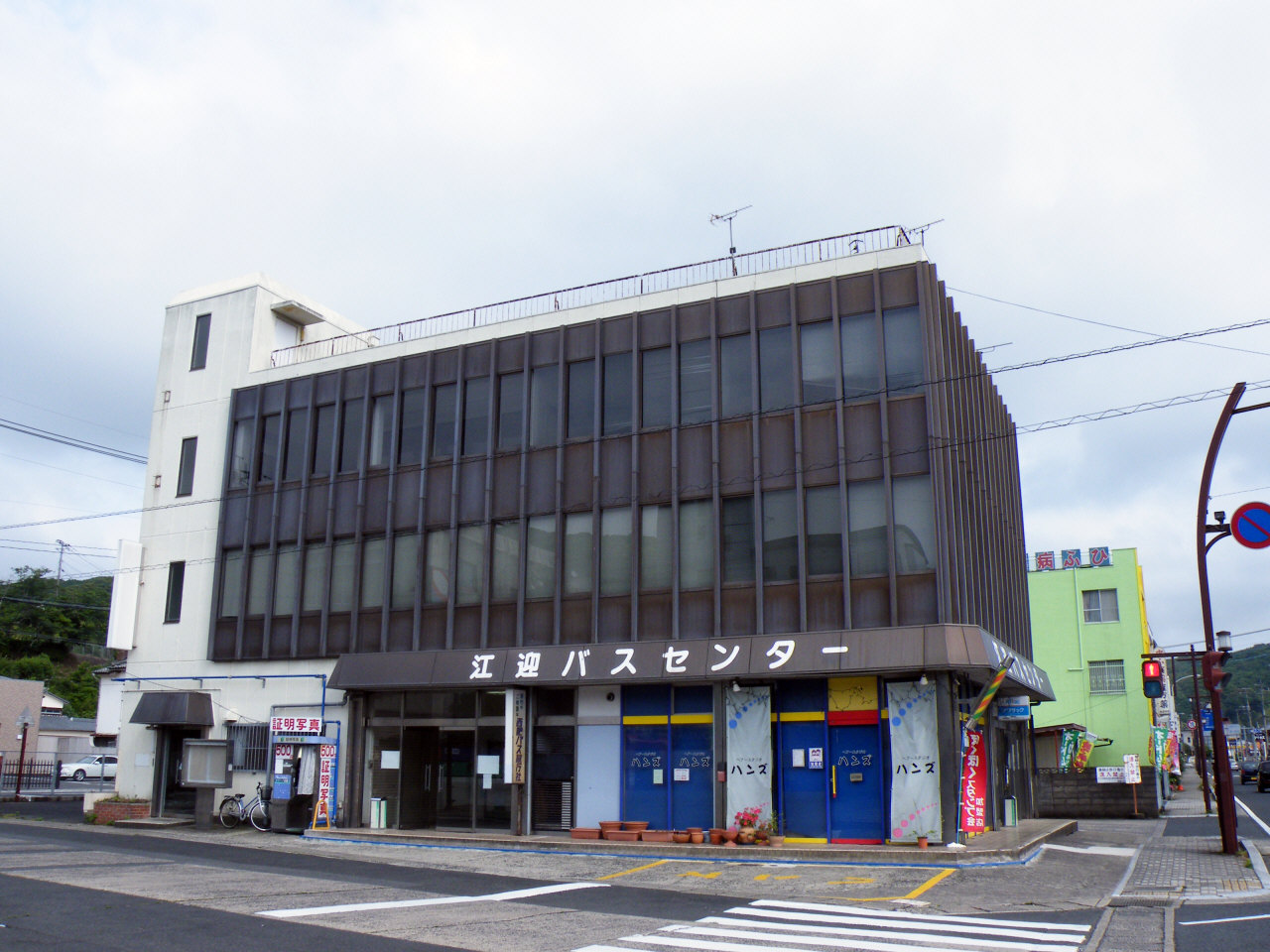
江迎バスセンター

江迎バスセンター（えむかえバスセンター）は、長崎県佐世保市江迎町長坂にある西肥自動車（西肥バス）のバスターミナルである。
佐世保市江迎町の中心街にあり、国道204号に面している。停留所名は江迎とのみ標示されている。屋内に時刻表は掲示されているが、バス乗り場先に停標と時刻表が一般の停留所並みに掲示されている。
施設老朽化のため2017年8月31日をもってバスセンターは廃止され、翌年4月6日に新たに江迎待合所（出札窓口）として新設された。

## 所在地
- 〒859-6101 長崎県佐世保市江迎町長坂169 地図を表示座標: 北緯33度18分27.9秒 東経129度37分45.4秒

## 構造
旧江迎バスセンターは鉄筋コンクリート3階建てで、1階の一部がバスセンターとして使用されていた。かつてバスセンター内に売店があったが、現在は理髪店が入っている。
定期券・乗車券の発売窓口
- 営業時間
  - 9:00～13:00、14:00～18:00（日曜祝日と年末年始は営業休止）[3]
- 取り扱い内容
  - 西肥バスの定期券・長崎スマートカード・佐世保市敬老福祉パス・高速バス
  - 松浦鉄道の定期券と回数券[4]

## 発着路線
すべて西肥自動車（西肥バス）により運行
吉井・佐世保方面
- [A9-69]【半急行】江迎 - 吉井 - 佐々バスセンター - 芳の浦 - バイパス本山 - 吉岡団地 - 大野 - 佐世保駅前

※半急行は、吉井～佐世保バスセンター間を急行で運転。
- [A1-69] 江迎 - 吉井 - 佐々バスセンター - 芳の浦 - 本山 - 皆瀬局前 - 大野 - 佐世保駅前
- [L3] 江迎 - 吉井 - 佐々バスセンター
- [L4-31] 江迎 - 吉井 - 佐々バスセンター - 北部営業所

鹿町・小佐々方面
- [A1-30] 江迎 - 大加勢 - 楠泊 - 佐々バスセンター - 芳の浦 - 本山 - 皆瀬局前 - 大野 - 佐世保駅前
- [L1-31] 江迎 - 大加勢 - 楠泊 - 佐々バスセンター
- [Q4][Q4-69] 江迎 - 大加勢

平戸方面
- [Q1][Q1-71][Q9-49] 江迎 - 荻田 - 平戸大橋東口 - 平戸口桟橋 - 平戸桟橋
- [Q1-70] 江迎 - 肥首 - 北松農高前 - 平戸大橋東口 - 平戸桟橋 - 平戸営業所
- [Q2-38] 江迎 - 肥首 - 北松農高前 - 平戸大橋東口 - 平戸桟橋

### 廃止された路線
かつては2002年（平成14年）4月から2006年（平成18年）3月まで4年間、西肥バスの廃止路線の代替として江迎町による江迎町巡回バスが運行されていた。また1996年までは、長崎県交通局（長崎県営バス）の長崎 - 佐世保 - 平戸口間の特急・急行バスも停車していた。

## 周辺
- 佐世保市役所江迎行政センター（旧 江迎町役場）
- 江迎警察署
- 江迎郵便局
- 十八親和銀行江迎支店
- 九州労働金庫北松支店
- 寿福寺
- 松浦鉄道江迎鹿町駅